# Derm
Derm ist eine Ansiedlung der der Region Hardap im geografischen Zentrum Namibias. Sie liegt an der Kreuzung der Straßen M41 mit den Straßen D1328 und C25. Der Ort befindet sich etwa 13 Kilometer östlich der Ansiedlung Lüneburg. Derm liegt 132 Kilometer nordöstlich von Mariental und 24 Kilometer östlich von Uhlenhorst.
In Derm befindet sich eine Polizeistation und südsüdöstlich des Ortes eine Landebahn.